# Basavanahalli, Gauribidanur
Basavanahalli là một làng thuộc tehsil Gauribidanur, huyện Kolar, bang Karnataka, Ấn Độ.